# ¡Buenos días, mundo!
¡Buenos días, mundo! es el sexto álbum de la cantautora española Rosana, publicado el 8 de noviembre de 2011. Este disco de estilo Pop/Rock, fue producido por la propia cantante y fue lanzado bajo el sello de Warner Music.

## Historia y grabación
Con las mismas ganas y la necesidad de compartir su música con el mundo, Rosana comenzó la preparación de este disco a principios de 2011, escribiendo alrededor de unas 30 canciones para este álbum, un proceso que culminó en mayo y de las cuales sólo se escogieron 13. Este álbum fue producido por la propia cantante, grabado y mezclado por Miguel De La Vega en los estudios Sonoland en Madrid (España) y masterizado por Daniel Altarriba en Los Ángeles. 
Para este disco, Rosana no solo participó como compositora, sino también como músico, productora y arreglista, aportando ideas junto a sus músicos durante todo el proceso de grabación. Tal y como ella define: "Siempre busco distintos lenguajes para traducir el pulso de mi corazón y busco la mejor manera de poner en letras mi modo de ver el mundo".
En, ¡Buenos días, mundo!, Rosana se impulsa más hacia un estilo directo y roquero, ya que durante la grabación del disco, en lugar de grabar la voz junto a la guitarra, lo hizo con la batería para reforzar su presencia. El primer sencillo de este álbum es "Mi trozo de cielo", un tema de corte pop/rock, la cual rescata la esencia romántica y melancólica de sus anteriores trabajos.

## Lista de canciones
| N.º | Título                      | Letras        | Duración |  |
| 1.  | «¡Buenos días mundo !!!»    | Rosana Arbelo | 04:45    |  |
| 2.  | «Todo es empezar»           | Rosana Arbelo | 03:31    |  |
| 3.  | «Mi trozo de cielo»         | Rosana Arbelo | 04:09    |  |
| 4.  | «Tu cruz por la cara»       | Rosana Arbelo | 04:21    |  |
| 5.  | «Revolución»                | Rosana Arbelo | 03:48    |  |
| 6.  | «Vale la pena»              | Rosana Arbelo | 04:01    |  |
| 7.  | «Al filo de la madrugada»   | Rosana Arbelo | 04:26    |  |
| 8.  | «Solo veo lo que siento»    | Rosana Arbelo | 04:27    |  |
| 9.  | «Con el día tonto»          | Rosana Arbelo | 03:58    |  |
| 10. | «Mis querid@s desgraciad@s» | Rosana Arbelo | 04:30    |  |
| 11. | «Como un guante»            | Rosana Arbelo | 04:18    |  |
| 12. | «Sentar la cabeza»          | Rosana Arbelo | 03:58    |  |
| 13. | «Yo no te dejo marchar»     | Rosana Arbelo | 03:42    |  |

## Uso en la cultura popular
En el comercial de año nuevo de Telefe, salió el musical Otro año juntos, protagonizado por el elenco de Graduados, La dueña (serie de televisión argentina), Telefe noticias, La Voz Argentina, La Pelu, Historias de corazón, entre otros programas, populares durante ese año, con el tema musical antes citado.

## Créditos
- Guitarra acústica: Rosana Arbelo
- Voz y coros: Rosana Arbelo
- Batería: Joaquín Migallón
- Bajo: Javier Quílez
- Guitarra eléctrica: David Pedragosa
- Teclados: Iñaki García
- Programación: Luis Carlos Esteban
- Percusión: Daniel Moreno
- Fotos: José Luis Tabueña
- Diseño e Ilustraciones: Sandra Martínez Santiago

## Posiciones en la lista PROMUSICAE
| Lista PROMUSICAE | Lista PROMUSICAE | Lista PROMUSICAE | Lista PROMUSICAE | Lista PROMUSICAE | Lista PROMUSICAE | Lista PROMUSICAE | Lista PROMUSICAE | Lista PROMUSICAE | Lista PROMUSICAE | Lista PROMUSICAE | Lista PROMUSICAE | Lista PROMUSICAE | Lista PROMUSICAE | Lista PROMUSICAE | Lista PROMUSICAE | Lista PROMUSICAE | Lista PROMUSICAE | Lista PROMUSICAE | Lista PROMUSICAE | Lista PROMUSICAE | Lista PROMUSICAE | Lista PROMUSICAE | Lista PROMUSICAE |
| Semana           | 1                | 2                | 3                | 4                | 5                | 6                | 7                | 8                | 9                | 10               | 11               | 12               | 13               | 14               | 15               | 16               | 17               | 18               | 19               | 20               | 21               | 22               | 23               |
| ---------------- | ---------------- | ---------------- | ---------------- | ---------------- | ---------------- | ---------------- | ---------------- | ---------------- | ---------------- | ---------------- | ---------------- | ---------------- | ---------------- | ---------------- | ---------------- | ---------------- | ---------------- | ---------------- | ---------------- | ---------------- | ---------------- | ---------------- | ---------------- |
| Posición         | 5                | 14               | 18               | 24               | 29               | 32               | 32               | 30               | 26               | 27               | 31               | 34               | 40               | 64               | 52               | 64               | 77               | 68               | 78               | 82               | 94               | 75               | 35               |